# Canned Heat
Canned Heat est un groupe américain de blues rock, originaire de Los Angeles, en Californie, formé en 1965. Ses plus grands succès sont On the Road Again en 1968, Going Up the Country en 1969 et Let's Work Together en 1970. Le groupe a participé activement à la vague du blues revival à la fin des années 1960. Se produisant notamment dans plusieurs grands festivals, Canned Heat a été l'un des groupes les plus populaires des années hippie.
Canned Heat est le fruit de la rencontre à Los Angeles de deux grands amateurs de blues, le chanteur Bob Hite et le guitariste Alan Wilson. Hite « The Bear » (« l'ours ») en référence à sa forte corpulence, et Wilson « The Owl » (« la chouette ») ou « Blind Owl » (« la chouette aveugle ») pour sa mauvaise vue, sont rejoints par le guitariste Henry Vestine, « Sunflower » (« Tournesol », ancien membre des Mothers of Invention de Frank Zappa), le bassiste Larry Taylor, « The Mole » (« la taupe »), qui a joué avec Jerry Lee Lewis, plusieurs fois bassiste de studio et de scène pour Tom Waits et The Monkees, et le batteur Frank Cook,.
Le nom du groupe vient du Canned Heat Blues, un vieux blues de Tommy Johnson, écrit en 1928, dont les paroles évoquent un alcoolique qui se met à consommer du Sterno Canned Heat, un alcool dénaturé et gélifié mis en conserve afin d'y être allumé pour cuisiner (par exemple pour les fondues ou en camping). En pleine Prohibition, les plus démunis en tiraient une boisson hautement toxique.
Canned Heat est toujours actif aujourd'hui, malgré le décès de ses deux fondateurs et les nombreux changements de musiciens depuis la fin des années 1970. Le seul membre survivant des premières formations Fito de la Parra, fait encore partie du groupe.

## Historique

### Formation (1965–1967)
Canned Heat commence dans une communauté de collectionneurs de disques de blues, qui se réunissent depuis plusieurs années dans la maison de Bob Hite pour y échanger leurs trouvailles. En 1965, plusieurs habitués du lieu, dont deux futurs membres de Canned Heat, Bob Hite et Alan Wilson, décident de former un jug band. Ils sont bientôt rejoints par le guitariste Henry Vestine, fraîchement exclu des Mothers of Invention de Frank Zappa pour usage de drogue intempestif, puis par le batteur Frank Cook, jeune vétéran ayant notamment joué aux côtés de stars du jazz comme Charlie Haden ou Chet Baker.
Embauché par le producteur Johnny Otis, le groupe enregistre, en 1966, un premier album, qui ne sort qu'en 1970, une fois la célébrité acquise, sous le titre Vintage Heat. Le disque contient essentiellement des reprises de standards du blues, parmi lesquels Rollin' and Tumblin', Spoonful de Willie Dixon et Louise de John Lee Hooker. Le bassiste, Stuart Brotman, quitte le groupe pour s'adonner à la world music (il accompagne notamment une danseuse du ventre), et former le groupe Kaleidoscope. Le groupe intègre tour à tour plusieurs musiciens avant de se fixer, en mars 1967, sur Larry Taylor.
En 1967, le groupe commence à enregistrer pour Liberty Records, managé par Skip Taylor et John Hartmann. Leur premier single, composé de Rollin’ and Tumblin’  et Bullfrog Blues, est bientôt suivi, en juillet 1967, de l'album Canned Heat. Composé exclusivement de standards revisités, le disque remporte un certain succès critique et se vend raisonnablement bien, atteignant la 76e place des charts du Billboard magazine.

### Boogie with Canned Heat(1967)
Le groupe acquiert une certaine notoriété au Monterey Pop Festival, le 17 juin 1967. Cela leur vaut d'apparaître en couverture du magazine musical Down Beat Magazine, ainsi que dans le documentaire du réalisateur D.A. Pennebaker, avec leur version de Rollin and Tumblin' . Une célébrité encore renforcée par l'arrestation du groupe à Denver, Colorado, pour possession de drogue, relatée dans la chanson My Crime. Pour obtenir les 10 000 dollars de la caution, leur manager, Skip Taylor, doit vendre les droits de publication du groupe au président de leur label, Liberty Records.
Après cet incident, le groupe est rejoint par le batteur Fito de la Parra, achevant ce qui est considéré comme la formation « classique » de Canned Heat, celle qui a enregistré les morceaux les plus marquants. De la Parra a auparavant joué avec The Platters, The Shirelles, T-Bone Walker et Etta James.
La même année, Canned Heat enregistre l'album Boogie with Canned Heat, qui contient notamment leur fameuse version de On the Road Again, une composition de Floyd Jones  datant des années 1950. Chanté par Alan Wilson, dont la voix haute le rend immédiatement identifiable, le morceau est un succès mondial, l'un des premiers pour un morceau de blues. L'album comprend également Fried Hockey Boogie, un long boogie de 12 minutes visiblement inspiré par John Lee Hooker, et Amphetamine Annie, qui devient la première grande chanson anti-drogue (en l'occurrence, les amphétamines) de la décennie.
Le succès de l'album permet notamment aux managers de Canned Heat d'acquérir un club à Hollywood, le Kaleidoscope, sur le Sunset Boulevard, qui devient la base du groupe. Le Jefferson Airplane, the Grateful Dead, Buffalo Springfield et Sly & The Family Stone s'y produisent également.
Après avoir joué devant près de 80 000 personnes lors du premier festival pop de Newport, Canned Heat se lance en septembre 1968 dans sa première tournée européenne. Ils participent à des émissions de télévision, en particulier au Top of the Pops en Angleterre et au Beat Club en Allemagne, propulsant On the Road Again au sommet des ventes sur pratiquement tout le continent.

### Goin' Up the Country(1968–1971)
En octobre 1968, Canned Heat poursuit sur sa lancée avec le double album Living the Blues, avec Going Up the Country, chanté par Alan Wilson, une reprise du  Bull Doze Blues interprété par Henry Thomas en 1928. Immortalisé dans le film officiel du festival de Woodstock par Michael Wadleigh, le morceau atteint la première place des charts dans 25 pays du monde, bien que n'étant classé que 11e aux États-Unis. Le groupe enregistre également un album live au Kaleidoscope, qui sort sous le titre Live At Topanga Corral.
En juillet 1969, Canned Heat sort son quatrième album, Hallelujah, qui contient notamment la chanson de Tommy Johnson qui a donné son nom à Canned Heat. Quelques jours après la sortie du disque, le guitariste Henry Vestine quitte le groupe après une violente dispute avec Larry Taylor sur la scène du Fillmore West. Sa place est proposée à Mike Bloomfield et à Harvey Mandel, et ce dernier accepte de rejoindre le groupe. C'est cette formation qui se produit le 16 août 1969 au festival de Woodstock. Cette prestation du groupe, au coucher du soleil, le deuxième jour du festival, reste sa plus célèbre.
En 1970, Canned Heat sort Future Blues, dont est extrait le single Let's Work Together, écrit par Wilbert Harrison, le seul tube du groupe chanté par Bob Hite. La pochette du disque, reprenant la célèbre photographie de la bataille de Iwo Jima (Raising the Flag on Iwo Jima), déplacée sur la Lune,  avec un drapeau américain à l'envers, déclenche une polémique aux États-Unis. D'après le groupe, elle reflète son amour de la nature et sa peur de voir notre satellite aussi pollué que la Terre, thème de la chanson Poor Moon.
À l'issue de sa tournée européenne, Canned Heat sort en 1970 l'album live Canned Heat '70 Concert Live In Europe, plus tard réédité sous le nom Live in Europe. Malgré un certain succès critique, les ventes sont décevantes. La même année, Larry Taylor quitte le groupe pour rejoindre John Mayall, bientôt suivi par Harvey Mandel.

### Hooker 'n' Heat(depuis 1978)

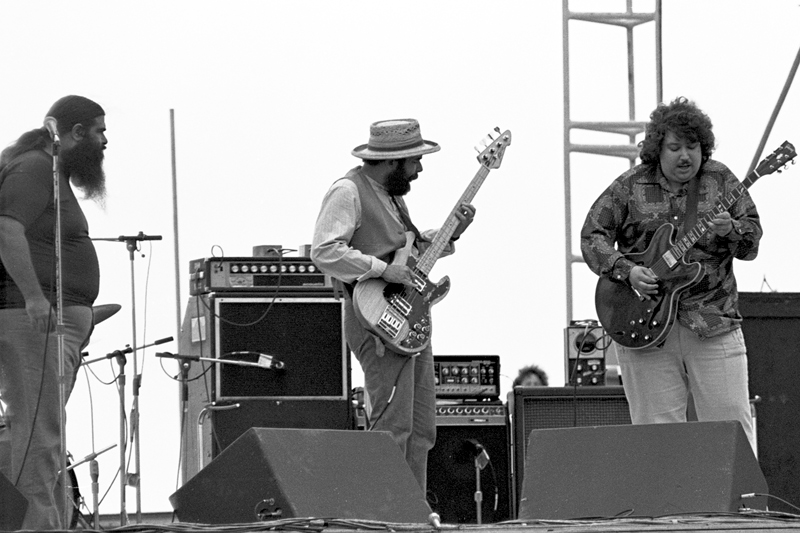
Canned Heat lors du concert « Woodstock Reunion 1979 » à Parr Meadows, comté de Suffolk pour les dix ans du festival de Woodstock.

Alan « Blind Owl » Wilson est retrouvé mort d'une overdose de somnifères près de la maison de Bob Hite à Topanga Canyon. Souffrant d'une dépression aggravée par son manque de succès auprès des femmes et ses craintes concernant la dégradation de l'environnement, Wilson avait déjà tenté de se suicider en jetant son van hors de la route. Le décès d'Alan Wilson, âgé de seulement 27 ans, précède de quelques semaines ceux de Janis Joplin et Jimi Hendrix.
À la suite du départ de Taylor et Mandel, Canned Heat est à nouveau rejoint par le guitariste Henry Vestine, accompagné du bassiste Antonio de la Barreda. Ensemble, ils entrent en studio avec John Lee Hooker pour enregistrer le double album Hooker 'N Heat. Le groupe avait rencontré le célèbre bluesman à l'aéroport de Portland, dans l'Oregon, et ils étaient devenus amis. Hooker a même déclaré qu'il tenait Alan Wilson pour « le plus grand harmoniciste de tous les temps » (« the greatest harmonica player ever »). L'album, à sa sortie, est le premier disque de John Lee Hooker à entrer dans les charts, atteignant la 73e place aux États-Unis, en février 1971. Hooker N' Heat se réunissent à nouveau, en 1978, pour une tournée, dont sera tiré l'album live Hooker'n'Heat, live at the Fox Venice Theatre, paru, en 1981, sur Rhino Records.
Canned Heat continue néanmoins en multipliant les tournées. Le 5 avril 1981, un nouveau drame frappe le groupe. Bob Hite, sombrant dans une phase auto-destructrice avec la disparition d'Alan, et l'engouement populaire pour les discothèques, s'injecte, après un concert, une ampoule d'héroïne (qu'il n'avait jamais essayée) ; cumulée aux autres drogues, elle cause sa mort par overdose. Fito, présent, l'avait pourtant mis en garde.
Le 20 octobre 1997, Henry Vestine meurt à Paris pendant une tournée européenne. Bien qu'il ait été le plus toxicomane de tous, ce sont l'alcool et le tabac qui l'ont tué.
En dépit de ces décès, Canned Heat survit sous la conduite de Fito de la Parra, et le groupe existe toujours aujourd'hui (2018).

## Membres
| Période                      | Membres du groupe | Événements |
| ---------------------------- | --- | --- |
| 1965                         | - Bob « The Bear » Hite - chant - Alan « Blind Owl » Wilson - guitare, harmonica - Mike Perlowin - guitare - Stuart Brotman - basse - Keith Sawyer - batterie | |
| 1965                         | - Bob « The Bear » Hite - chant - Alan « Blind Owl » Wilson - guitare, harmonica - Kenny Edwards - guitare - Stuart Brotman - basse - Ron Holmes - batterie | |
| 1966                         | - Bob « The Bear » Hite - chant - Alan « Blind Owl » Wilson - guitare, harmonica - Henry Vestine - guitare - Stuart Brotman - basse - Frank Cook - batterie | Premiers enregistrements du groupe ; l'album ne sortira qu'en 1970 sous le nom Vintage. |
| 1967                         | - Bob « The Bear » Hite - chant - Alan « Blind Owl » Wilson - guitare, harmonica - Henry Vestine - guitare - Mark Andes - basse - Frank Cook - batterie | |
| mars 1967 à juin 1967        | - Bob « The Bear » Hite - chant - Alan « Blind Owl » Wilson - guitare, harmonica - Henry Vestine - guitare - Larry « The Mole » Taylor - basse - Frank Cook - batterie | Sortie de leur premier album Canned Heat en juillet 1967 |
| août 1967 à juillet 1969     | - Bob « The Bear » Hite - chant - Alan « Blind Owl » Wilson - guitare, harmonica - Henry « Sunflower » Vestine - guitare - Larry « The Mole » Taylor - basse - Adolfo « Fito » de la Parra - batterie                                                                                   | Album Boogie with Canned Heat (janvier 1968) Album Living the Blues (octobre 1968) Album Hallelujah (juillet 1969) |
| juillet 1969 à mai 1970      | - Bob « The Bear » Hite - chant - Alan « Blind Owl » Wilson - guitare, harmonica - Harvey « The Snake » Mandel - guitare - Larry « The Mole » Taylor - basse - Adolfo « Fito » de la Parra - batterie                                                                                   | Album Future Blues (1970) |
| mai 1970 au 3 septembre 1970 | - Bob « The Bear » Hite - chant - Alan « Blind Owl » Wilson - guitare - Henry « Sunflower » Vestine - guitare - Antonio de la Barreda - basse - Adolfo « Fito » de la Parra - batterie                                                                                                  | Album Canned Heat '70 Concert Live in Europe (1970) † Mort d'Alan « Blind Owl » Wilson, le 3 septembre 1970, d'une overdose, à 27 ans. |
| septembre 1970 à 1972        | - Bob « The Bear » Hite - chant - Joe Scott Hill - guitare - Henry « Sunflower » Vestine - guitare - Antonio de la Barreda - basse - Adolfo « Fito » de la Parra - batterie | Album Hooker 'n Heat (décembre 1970) Album Live at Topanga Corral (1971) Album Historical Figures and Ancient Heads (1972) |
| The New Age 1973 à 1974      | - Bob « The Bear » Hite - chant - James Shane - guitare - Henry « Sunflower » Vestine - guitare - Richard Hite - basse - Adolfo « Fito » de la Parra - batterie - Ed Beyer - clavier | Album The New Age (1973) Album One More River to Cross (1973) |
| 1974                         | - Bob « The Bear » Hite - chant - Chris Morgan - guitare - Richard Hite - basse - Adolfo « Fito » de la Parra - batterie - Gene Taylor - clavier - Clifford Solomon - saxophone - Jock Ellis - trombone                                                                                 | Album Memphis Heat' (1974) Album Gates On Heat (1974) |
| 1975-1976                    | - Bob « The Bear » Hite - chant - Chris Morgan - guitare - Mark Skyer - guitare - Richard Hite - basse - Adolfo « Fito » de la Parra - batterie - Gene Taylor - clavier | |
| 1977                         | - Bob « The Bear » Hite - chant - Chris Morgan - guitare - Mark Skyer - guitare - Richard Hite - basse - Adolfo « Fito » de la Parra - batterie | |
| 1977                         | - Bob « The Bear » Hite - chant - Adolfo « Fito » de la Parra - batterie | |
| Burger Brothers 1977-1979    | - Bob « The Bear » Hite - chant - Mike « Hollywood Fats » Mann - guitare - Larry « The Mole » Taylor - basse - Adolfo « Fito » de la Parra - batterie - Ronnie Barron - piano | Album Human Condition (1978) |
| 1979-1980                    | - Bob « The Bear » Hite - chant - Mike « Hollywood Fats » Mann - guitare - Larry « The Mole » Taylor - basse - Adolfo « Fito » de la Parra - batterie - Jay Spell - piano | |
| 1980                         | - Bob « The Bear » Hite - chant - Mike Halby - guitare - Henry « Sunflower » Vestine - guitare - Jon Lamb - basse - Adolfo « Fito » de la Parra - batterie - Jay Spell - piano | |
| 1981- 5 avril 1981           | - Bob « The Bear » Hite - chant - Mike Halby - guitare - Henry « Sunflower » Vestine - guitare - Ernie Rodriguez - basse - Adolfo « Fito » de la Parra - batterie | † Mort de Bob « The Bear » Hite, le 5 avril 1981, d'une crise cardiaque, à 38 ans. |
| The Mouth Band 1981          | - Rick Kellog - harmonica - Mike Halby - guitare - Henry « Sunflower » Vestine - guitare - Ernie Rodriguez - basse - Adolfo « Fito » de la Parra - batterie | |
| 1982-1985                    | - Mike Halby - guitare - Walter Trout - guitare - Ernie Rodriguez - basse - Adolfo « Fito » de la Parra - batterie | |
| 1985                         | - James Thornbury - guitare, chant - Henry « Sunflower » Vestine - guitare - Skip Jones - basse - Adolfo « Fito » de la Parra - batterie | |
| 1985-1987                    | - James Thornbury - guitare, chant - Henry « Sunflower » Vestine - guitare - Larry « The Mole » Taylor - basse - Adolfo « Fito » de la Parra - batterie - Ronnie Barron - piano | † Mort de l'ancien guitariste Mike « Hollywood Fats » Mann, le 8 décembre 1986. |
| The Would-Be 1987-1990       | - James Thornbury - guitare, chant - Junior Watson - guitare - Larry « The Mole » Taylor - basse - Adolfo « Fito » de la Parra - batterie | Album Reheated (1988) |
| 1990-1992                    | - James Thornbury - guitare, chant - Harvey « The Snake » Mandel - guitare - Ron Shumake - basse - Adolfo « Fito » de la Parra - batterie | |
| 1992                         | - James Thornbury - guitare, chant - Smokey Hormel - guitare - Ron Shumake - basse - Adolfo « Fito » de la Parra - batterie | |
| 1992-1993                    | - James Thornbury - guitare, chant - Becky Barksdale - guitare - Ron Shumake - basse - Adolfo « Fito » de la Parra - batterie - Smokey Hormel - guitare (lors d'un concert) | |
| 1993-1995                    | - James Thornbury - guitare, chant - Henry « Sunflower » Vestine - guitare - Ron Shumake - guitare - Junior Watson - basse - Adolfo « Fito » de la Parra - batterie | |
| 1995-1996                    | - Robert Lucas - guitare, chant - Henry « Sunflower » Vestine - guitare - Junior Watson - guitare - Greg Kage - basse électrique - Larry « The Mole » Taylor - basse - Adolfo « Fito » de la Parra - batterie                                                                           | |
| 1996-1997                    | - Robert Lucas - guitare, chant - Henry « Sunflower » Vestine - guitare - Junior Watson - guitare - Mark « Pocket » Goldberg - basse - Adolfo « Fito » de la Parra - batterie | † Mort de l'ancien claviériste Ronnie Barron, le 20 mars 1997. † Mort de l'ancien bassiste Tim Pigeon en 1997. † Mort de Henry « Sunflower » Vestine, le 20 octobre 1997, à 53 ans. |
| 1998                         | - Robert Lucas - guitare, chant - Larry « The Mole » Taylor - basse - Greg Kage - basse - Adolfo « Fito » de la Parra - batterie | |
| 1999                         | - Robert Lucas - guitare, chant - Harvey « The Snake » Mandel - guitare - Greg Kage - basse - Paul Bryant - basse - Adolfo « Fito » de la Parra - batterie | |
| 2000-2005                    | - John Paulus - guitare, chant - Dallas Hodge - guitare - Greg Kage - basse - Stanley Behrens - saxo, flûte - Adolfo « Fito » de la Parra - batterie | † Mort de l'ancien bassiste Richard Hite, le 17 septembre 2001. Sortie de leur single That Fat Cat en 2003. |
| 2005                         | - Stan Behrens - chant - Don Preston - guitare - Dallas Hodge - guitare - Greg Kage - basse - Adolfo « Fito » de la Parra - batterie | |
| 2006-2008                    | - Robert Lucas - guitare, chant - Barry Levenson - guitare - Greg Kage - basse - Adolfo « Fito » de la Parra - batterie | |
| 2008-2010                    | - Dale Spalding - guitare, chant - Barry Levenson - guitare - Greg Kage - basse - Adolfo « Fito » de la Parra - batterie + Pour une série de concerts célébrant les quarante ans du Festival de Woodstock : - Harvey « The Snake » Mandel - guitare - Larry « The Mole » Taylor - basse | † Mort de l'ancien chanteur Richard Kellogg, et ancien guitariste Mike Halby en 2008. † Mort de l'ancien chanteur Robert Lucas, le 23 novembre 2008. † Mort de l'ancien bassiste Antonio De La Barreda, le 19 février 2009. † Mort de Ray Chambers, aka « The Push », manager du groupe à la fin des années 1970, le 1er mars 2010. |
| depuis 2010                  | - Dale Spalding - guitare, chant - Adolfo « Fito » de la Parra - batterie - Harvey « The Snake » Mandel - guitare - Larry « The Mole » Taylor - basse | † Mort de l'ancien guitariste Kenny Edwards, le 18 août 2010. † Mort de l'ancien pianiste Jay Spell, le 30 décembre 2010. † Mort de l'ancien bassiste Ron Shumake, le 28 avril 2014. † Mort de l'ancien chanteur James Thornbury, le 1er octobre 2017.                                                                              |

## Discographie

### Albums Live
Albums Live :

### Compilations
- 1989 : Let's Work Together: The Best of Canned Heat
- 1989 : On the Road Again
- 1994 : Uncanned! The Best of Canned Heat
- 2001 : The Very Best of Canned Heat

Nombreuses compilations ou bandes de concerts fréquemment de qualité sonore très médiocre, comme Live at the Topanga Corral (qui est distribué aussi sous le nom Live at the Kaleidoscope 1969).

## Singles
Liste non exhaustive des principaux titres du groupe. Elles sont "les plus connues"
- 1966
  - Rollin' And Tumblin'
  - Big Road Blues
  - Spoonful
- 1967
  - Dust My Broom
  - Fried Hockey Boogie
  - World In A Jug
  - Catfish Blues
- 1968 
  - On The Road Again
  - Going Up The Country
  - Amphetamine Annie
  - My Crime
  - Whiskey Headed Woman
  - Parthenogenesis
- 1969
  - Time Was
  - I'm Her Man
  - Change My Ways
- 1970
  - Let's Work Together (repris par Bryan Ferry sous le titre de "Let's Stick Together")
  - Sugar Bee
  - Future Blues
  - Shake It And Break It
  - That's All Right, Mama
- 1971
  - Rockin' With The King
- 1999 : Wait And See

## Hommages
- Canned Heat est aussi un morceau du groupe Jamiroquai.
- John Mayall a dédié une chanson au groupe, particulièrement à son leader Bob Hite, sur son album Blues from Laurel Canyon. Dans le titre The Bear, il décrit ainsi la joyeuse ambiance de blues et boogie qui régnait chez les Canned Heat.
- Walter De Paduwa rend chaque semaine hommage à Canned Heat en diffusant, en ouverture de son émission Dr. Boogie (tous les lundis de 21h à 00h sur Classic 21), un titre du groupe.

### Filmographie
- Canned Heat - Live at Montreux Jazz Festival, 1973, avec Clarence Gatemouth Brown (DVD sorti en 2006)
- Boogie with Canned Heat: The Canned Heat Story, documentaire en DVD, Eagle Ent., 2007